# Rhizobotrya alpina
Rhizobotrya es un género monotípico de plantas fanerógamas perteneciente a la familia Brassicaceae. Su única especie, Rhizobotrya alpina, es originaria de Italia.

## Taxonomía
Rhizobotrya alpina fue descrita por Ignaz Friedrich Tausch y publicado en Flora 19: 34. 1836.
Sinonimia
- Cochlearia brevicaulis Facchini
- Draba rhizobotyya Steud.
- Kernera alpina (Tausch) Prantl[3]